# Sándor Károly (karikaturista)
Sándor Károly, születési és 1933-ig használt nevén Singer Miksa Károly (Budapest, Terézváros, 1915. július 21. – Budapest, 1960. január 14.) magyar karikaturista, grafikus. Szignója: Sándor.

## Élete
Singer Sándor magánhivatalnok és Weil Kornélia (1880–1954) fiaként született zsidó családban. Anyja a Gschwindt-gyár levelezőnője volt. Középiskolai tanulmányait a Kölcsey Ferenc Gimnáziumban végezte, ahol rajztanára Fónyi Géza volt. 1932-ben tett érettségi vizsgát.
Nyomdászként dolgozott, közben esti rajziskolában Fónyi Géza, Vaszary János és Bortnyik Sándor tanítványa volt. 1939-től kapott reklám jellegű megbízásokat. Karikaturistaként a műfaj egyik jelentős hazai művésze volt. 1945-től részt vett minden karikatúrakiállításon, de sok más képzőművészeti seregszemlén is jelen volt. Plakáttervezőként is ismert és népszerű volt. A Ludas Matyi alapító tagja és belső munkatársa volt. A plakátragasztó ötletei című sorozata hosszú éveken át futott a Ludas Matyiban. Publikációi megjelentek több országos és megyei lapban, alkalmi kiadványban. (Ország-Világ, Szabad Ifjúság, Színház és Mozi, Füles, Vas Népe, Élet és Irodalom stb.) A Ludas karikaturistái közül elsőként – Kaján Tibor mellett – Sándor Károlynak jelent meg önálló karikatúra albuma 1958-ban: Rózsaszín szemüveg címmel. 1959-ben az Egyetemi Színpadon, Surányi Ibolya és Jancsó Adrienne előadóművészekkel és Schwott Lajos karikaturistával közösen, Tarka lepke, kis mese – (Nagy költők – kis gyermekeknek) című verses pódiumműsorban lépett fel. Míg Surányi Ibolya és Jancsó Adrienne tanítva előadta a gyereknek szóló verseket, – addig Schwott Lajossal egy-egy táblára rajzolva illusztrálták az elhangzott műveket. Ugyanebben az évben a Magyar Nemzet és a Magyar Televízió munkatársa lett. Többek között a heti rendszerességgel sugárzott Élőújság című televíziós műsorban szerepelt gyorsrajzolóként. Karikatúra rögtönzéseivel műfajt teremtett. Grafikusként több gyermekkönyvet is illusztrált. Korabeli kritikusai így nyilatkoztak róla: „Termékenysége mellett széles körű érdeklődésével és gyors reagálóképességével tűnt ki.”
Elkötelezett baloldaliként, politikai rajzai is voltak. Fiatalon, alkotóereje teljében halt meg.

A Ludas Matyi szerkesztői gyászkeretben búcsúztak tőle a lapban: 

„Sándor Károllyal egyik legtehetségesebb, eszméinkért másfél évtizeden át töretlenül, lelkesen harcoló rajzolóművészünket vesztettük el.  Derűs, ötletes rajzai lapunk megindulása óta varázsoltak mosolyt olvasóink arcára. Hivatásának rajongó szerelmese volt, munkabírása, szorgalma bámulatra és tiszteletre késztetett mindenkit. Élete főcélja volt, hogy megnevettesse embertársait, s ezért kedves, mindig optimista humorát bőkezűen ontotta.”

## Könyvek
Önálló karikatúraalbuma:
- Rózsaszín szemüveg (1958)

Fontosabb gyermekkönyv illusztrációi:
- Bedő István: Piktor Viktor és Tréfa Éva a cserebere bálon
- Bedő István: Piktor Viktor és Tréfa Éva a cirkuszban
- Bogáti Péter: A Hóvirág másodkormányosa jelenti...
- Ecset Elek állatkertje
- Mókás arcképcsarnok

Karikaturista kollégáival közösen illusztrált könyvei:
- A békéért (karikatúra antológia)(1959)
- Paprika (London, 1959)
- Lássuk csak (1962)

## Publikációi
- Ludas Matyi (1945–60)
- Képes Hét (1945–46)
- Ludas Matyi Kalendárium (1947–48)
- Pesti Mozi (1948)
- Naptár (1950)
- Farsangi Mulatságok (1952)
- Szabad Ifjúság (1953–56)
- Színház és Mozi (1954–56)
- Béke és Szabadság (1955–56)
- Farsangi Mulatságok (1955)
- Művelt Nép (1956)
- Élet és Irodalom (1957–60)
- Tavaszi Magazin (1957)
- Gondűző Naptár (1957)
- Ország-Világ (1957)
- Érdekes Újság (1957)
- Vas Népe (1957)
- Kirakat (1958)
- Kincses Kalendárium (1958)
- Falusi Vasárnap (1959)
- Magyar Nemzet (1959–60)
- Füles (1960)
- Film Színház Muzsika (1960)